# Kevin Köppe
Kevin Köppe (* 22. Mai 1992 in Potsdam) ist ein ehemaliger deutscher Schauspieler.
Köppe spielte ab Anfang Dezember 2006 die Hauptrolle des Alexander „Alex“ Kirchner in der Kinder- und Jugendserie Schloss Einstein. Er wurde durch den Kinderfilm Der Schatz der weißen Falken bekannt, in welchem er 2004 die Hauptrolle übernahm. Des Weiteren wirkte er auch in den Fernsehfilmen Neger, Neger, Schornsteinfeger!, Tollpension und in den Fernsehserien Der letzte Zeuge, Unser Charly, Für alle Fälle Stefanie und Berlin, Berlin mit.

## Filmografie
- 2005: Der Schatz der weißen Falken (Rolle: Basti)
- 2006: Tollpension (Rolle: Felix Mahlström)
- 2006: Neger, Neger, Schornsteinfeger!
- 2006–2007: Schloss Einstein
- 2009: Ki.Ka-Krimi.de Team Erfurt "rEchte Freunde"